# Service à la russe
Service à la russe (franska: servering på ryskt vis) är ett serveringssätt som innebär att måltidens rätter serveras sekventiellt, en i taget, till skillnad mot service à la française (franska, servering på franskt vis), där alla rätter förs in samtidigt.
Rätter som serveras var för sig presenteras ofta på en meny så att man får en överblick över urvalet.